# Guillaume III de Montferrat
Pour les articles homonymes, voir Guillaume de Montferrat.
 (août 2019).
Si vous disposez d'ouvrages ou d'articles de référence ou si vous connaissez des sites web de qualité traitant du thème abordé ici, merci de compléter l'article en donnant les références utiles à sa vérifiabilité et en les liant à la section « Notes et références ».
Guillaume III de Montferrat de la famille des Alérame (Aleramici) (970 – 1042) fut marquis de Montferrat à la fin du Xe et pendant la première moitié du XIe siècle.

## Biographie
Guillaume III est le fils aîné d'Otton. Il est le troisième marquis à porter porter le prénom de Guillaume, les deux précédents (Guillaume Ier et Guillaume II) sont respectivement le père d'Alérame et le fils d'Alérame.
On sait peu de choses sur lui, beaucoup de documents d'époque attestent de son intervention en faveur de la construction d'un monastère près de Spigno. Dans un autre texte de cette période, rédigé en 1014, Guillaume et son frère Riprand donnent un grand nombre de biens à l'abbaye de Fruttuaria. Entre 991 et 1002 l'église d'Acqui Terme reçoit aussi des donations de la part des marquis. Guillaume poursuit ainsi la politique religieuse de la famille initiée par Alérame et que ses successeurs poursuivront.
Dans Miracula sancti Bononii Waza, l'épouse de Guillaume, est citée pour avoir prié sur la tombe de San Bononio, abbé des Santissimi Michele et Genuario de Lucedio.

## Politique
Guillaume abandonne la politique pro-impériale de sa famille pour intervenir dans la lutte des communes en Italie au début du XIe siècle. Il participe à une coalition anti-impériale menée par l'évêque Leone di Vercelli, à laquelle adhèrent également Hubert le Rouge et Oldéric-Manfred II d'Oriate.
Des désaccords divisent rapidement les anciens alliés, qui les conduisent à se battre entre eux. Leone attaque Santhià, où réside Guillaume, qui, pour se venger de l'attaque de l'évêque, assiège Vercelli, qui est brulée. Dans un traité de paix entre Guillaume et Oldéric-Manfred, la fille de celui-ci, Adélaïde de Suse, est promise au fils de Guillaume, Henri.
Bien que tous les alliés aient fait la paix avec l'Empire, Guillaume continue à combattre seul mais les événements tournent à son désavantage et l'empereur Conrad II détruit sa forteresse de la Valle d'Orba.
Guillaume III meurt en 1042, probablement avant le 29 janvier, quand Henri, son fils, le cite dans un acte par lequel il donne des terres à l'église de Turin. 